# Ланджоу
Ланджоу е град в Китай, административен център на провинция Гансу. Ланджоу е с население от 3 705 500 жители (2010 г.) и площ от 13 100 км². Пощенският му код е 730000, а телефонният код 931. Намира се в часова зона UTC+8.

## Побратимени градове
- Албакърки, САЩ
- Акита, Япония – от 5 август 1982 г.